# Хироинозитол
D-хиро-инозитол (англ. D-chiro-inositol, сокр. DCI) — один из 9 стереоизомеров шестиатомного спирта «инозитола». Фосфат-производные D-хироинозитола участвуют как т. н. «вторичные сигнальные молекулы» или вторичные посредники (англ. secondary messenger) во многочисленных каскадах передачи сигналов (см. Передача сигнала (биология)) и, в частности, каскаде передачи сигнала от рецептора инсулина. В протеоме человека и высших позвоночных найден фермент эпимераза, конвертирующий мио-инозитол в D-хироинозитол.
В клинической практике, D-хироинозитол может быть использован для терапии синдрома поликистозных яичников СПКЯ, что связано, в частности, с участием D-хироинозитола в сигнальном каскаде рецептора инсулина. В нескольких рандомизированных исследованиях было показано, что прием препаратов с D-хироинозитолом способствовал статистически достоверному снижению характерных симптомов СПКЯ: снижались уровни общего и свободного тестостерона, нормализовалось артериальное давление, улучшалась чувствительность к инсулину и увеличивалась частота овуляций.

## Пищевые источники D-хироинозитола
Гречневая крупа (особенно «фаринетта»), Рожковое дерево, Тыква фиголистная.

## D-хироинозитол в составе препаратов и витаминно-минеральных комплексов
Inofolic Combi (550 мг миоинозитола, 13.8 мг D-хироинозитола в желатиновой капсуле).
Дикироген-порошок( 1000 мг мио-инозитола, 200мг D-хироинозитола, фолиевая кислота 200мкг, марганец 5 мг)